# جون إي. أندرسون
جون إي. أندرسون (بالإنجليزية: John Edward Anderson)‏ هو شخصية أعمال أمريكي، ولد في 12 سبتمبر 1917 في منيابولس في الولايات المتحدة، وتوفي في 29 يوليو 2011 في لوس أنجلوس في الولايات المتحدة بسبب ذات الرئة.